# Rocketeer (film)
Rocketeer (originaltitel: The Rocketeer) är en amerikansk äventyrsfilm från 1991.

## Handling
I 1930-talets Los Angeles hittar den unge piloten Cliff Secord (Billy Campbell) av en slump en topphemlig prototyp av en jetpack skapad av Howard Hughes (Terry O'Quinn) som stulits av maffian och som lämnats kvar i hangaren efter en biljakt med FBI. Flickvännen Jenny Blake (Jennifer Connelly) är en aspirerande aktris som får statistroll i en äventyrsfilm med filmstjärnan Neville Sinclair (Timothy Dalton), som i själva verket är nazistkollaboratör och som använder sig av maffian mot frikostig betalning. Plötsligt blir Cliff indragen i en kamp med både nazister och maffian som alla vill ha tag i den nya teknologin. Med hjälp av hans mekaniker Peavy (Alan Arkin) blir Cliff en motvillig hjälte i dramat.

## Rollista (urval)
| Billy Campbell    | – Cliff Secord                 |
| Jennifer Connelly | – Jenny                        |
| Alan Arkin        | – Peavy                        |
| Paul Sorvino      | – Eddie Valentine              |
| Terry O'Quinn     | – Howard Hughes                |
| Timothy Dalton    | – Neville Sinclaire            |
| Ed Lauter         | – FBI Agent Fitch              |
| Jon Polito        | – Otis Bigelow                 |
| William Sanderson | – Skeets                       |
| Clint Howard      | – Mark                         |
| Melora Hardin     | – Sångerska på South Seas Club |

## Om filmen
Rocketeer regisserades av Joe Johnston. Filmen är baserad på den tecknade serien Rocketeer av Dave Stevens. Flygplatsen och huvuddelen av flygscenerna i filmen spelades in i Santa Maria för att efterlikna Los Angeles på 1930-talet.